# Vasilij Danilovič Sokolovskij
Vasilij Danilovič Sokolovskij (in russo Василий Данилович Соколовский?; Kozliki, 21 luglio 1897 – Mosca, 10 maggio 1968) è stato un generale e politico sovietico. Fu anche maresciallo dell'Unione Sovietica.

## Biografia
Nato in una famiglia povera di Koźliki, una località dell'attuale comune polacco di Zabłudów, nell'allora gubernija di Grodno, al confine occidentale dell'Impero russo. Lavorò in gioventù come insegnante in una scuola di campagna e prese parte a proteste e manifestazioni contro lo zar. Nel febbraio 1918, si unì nell'Armata rossa.
A partire dal 1919 iniziò a frequentare l'Accademia Militare dell'Armata Rossa, dove si diplomò nel 1921. Nominato ufficiale di una divisione stazionata in Turkmenistan. Per il valore dimostrato durante la campagna militare contro la rivolta dei Basmachi venne ferito in uno scontro a Samarcanda e decorato con l'ordine della Bandiera Rossa. Dopo la Guerra civile russa ricoprì una lunga sequela di incarichi come alto ufficiale in grado, fino a diventare comandante del distretto militare di Mosca ed in seguito di Vice Capo di Stato Maggiore, incarico che deteneva al momento dell'invasione tedesca con l'operazione Barbarossa.